# 威廉四世 (尼維爾)
威廉四世（法語：Guillaume IV de Nevers，約1130年—1168年10月24日），尼維爾伯爵（1161年—1168年在位），威廉三世及施蓬海姆的伊達之長子 。

## 生平
威廉是尼維爾伯爵威廉三世和施蓬海姆的伊的兒子，也是他的繼任者尼維爾伯爵居伊的哥哥。1164年，威廉與韋爾芒杜瓦女伯爵埃莉諾結婚。 他們的婚姻沒有孩子。

## 十字軍
威廉於1159年被封為騎士，僅在他父親去世前兩年。他和兄弟居伊和雷諾在威廉三世去世時被認為還相當年輕。1164年居伊仍被提及為未成年人 。威廉四世居住在尼維爾城堡和克拉梅西城堡（今法國勃艮地涅夫勒省）。距離克拉梅西以東最近的城鎮是韋茲萊，在中世紀早期，這裡是多次十字軍東征前往聖地的集結地。
韋茲萊隱修院經常與尼維爾伯爵發生衝突。威廉四世讓他的教務長萊薩德強迫僧侶們逃離並放棄修道院。 1166年，法國國王路易七世安排威廉四世與韋茲萊隱修院院長梅洛的紀堯姆和解。1167年1月6日（主顯節），路易七世參加和解慶典。為了贖罪他針對教會的罪行，威廉出發前往十字軍國家。1168年，提爾的威廉記錄尼維爾伯爵抵達耶路撒冷的情況。與此同時，艾默里一世正在為入侵埃及做準備。然而，威廉四世不久後就逝世，他被埋葬在伯利恆。後來，他的大部分騎士都參加艾默里的遠征，並可能對比勒拜斯人民的屠殺負有責任。

## 伯利恆主教區
1168年威廉四世去世前，他向伯利恆主教許諾，如果伯利恆落入穆斯林手中，他將歡迎他或他的繼任者在克拉姆西定居。1187年薩拉丁佔領伯利恆後，已去世的伯爵遺贈得到履行，伯利恆主教正式在克拉梅西的潘瑟諾醫院定居，該醫院仍然是伯利恆主教區持續的名義主教區，直至已近600年的1789年法國大革命才終止。